# Stacy Silver
Dana Mandatova (Brno; 7 de mayo de 1981), más conocida como Stacy Silver, es una actriz pornográfica checa.
Ha hecho la mayor parte de su carrera en los Estados Unidos y España. Inició su carrera en la industria porno en 1999, ha modelado para varias revistas para adultos como Private, Pirate y TripleX, entre otras.

## Premios
- 2007 Premios AVN. Nominación – Mejor Escena de Sexo -Shot Production – Sonya & Priscila with Priscila Sol, JPX, Claudio Melone, Neeo and Charlie[1]
- 2006 Premios AVN. Nominación – Female Foreign Performer of the Year[2]
- 2005 Premios AVN. Nominación – Mejor Escena de Sexo en el extranjero.-Shot Production – Millionaire with Simony and George Uhl[3]
- 2004 FICEB Ninfa. Nominación – Best Actress – Hot Property[4]
- 2004 Premios AVN. Nominación – Female Foreign Performer of the Year[5]
- 2003 FICEB Ninfa. Nominación – Mejor modelo – Santitas y Diablos[4]
- 2003 Premios AVN. Nominación – Mejor Escena de Sexo en el extranjero-Shot Production – Killer Pussy 9 with Maryka, Tarzzan and Nacho Vidal[6]